# پیک جنگل
پیک جنگل فیلمی به کارگردانی و نویسندگی حسن هدایت محصول سال ۱۳۶۲ است.

## بازیگران
- محمود بهرامی
- منوچهر حامدی
- حسین شهاب
- احمد کاشانی
- حسین معلومی
- افشین عظیمی
- فرید فرهادپور
- رضا جوان
- علیرضا درویش‌نژاد
- ایرج سرباز
- روح‌انگیز مهتدی
- عرب خالدی
- رسول ناصری
- کریم نشاط
- حبیب تأمینه
- حسن کهن
- منوچهر افسری
- منیژه درخشانی
- اقبالپور
- رضا سعید
- قاری پور
- جواد پیشگر
- بهروز جلیلی
- شجاع
- صفر عبدلی
- بهرام یارزلو
- حسن عرب